# جوزيف أنثون
جوزيف أنثون (مواليد 11 أغسطس 1930) هو سبّاح بلجيكي، مثّل بلاده في الألعاب الأولمبية الصيفية 1952.

## روابط خارجية
جوزيف أنثون على موقع الاتحاد الدولي للسباحة (الإنجليزية)
- جوزيف أنثون على موقع أوليمبيديا (الإنجليزية)